# Shaka King
Shaka King   (Crown Heights, 7 de març de 1980) és un director de cinema, guionista i productor de cinema estatunidenc. És conegut per dirigir i coescriure el biopic del 2021 Judas and the Black Messiah.

## Trajectòria
King va estudiar ciències polítiques i va fer el primer curs de producció cinematogràfica al Vassar College. Després de graduar-se, va practicar l'escriptura de guions mentre feia de treballador social amb joves. El 2007 va entrar a un programa de postgrau en cinema a la Tisch School of the Arts de la Universitat de Nova York, on va ser alumne de Spike Lee. La tesi de King per al seu màster en belles arts va donar lloc al llargmetratge Newlyweeds.
El primer llargmetratge de King, Newlyweeds, tracta sobre una parella jove d'esperit lliure que viu a Bedford-Stuyvesant i que opta per gaudir de la marihuana i l'haixix. La pel·lícula es va estrenar al Festival de Cinema de Sundance de 2013. Va presentar la seva següent pel·lícula, Mulignans, al programa de curtmetratges narratius dels EUA al Festival de Cinema de Sundance de 2015. El seu curtmetratge de 2017, LaZercism, protagonitzat per Lakeith Stanfield, tracta d'un món en què els blancs pateixen «glaucoma racial». Stanfield també apareix al segon llargmetratge de King, Judas and the Black Messiah, en el qual Daniel Kaluuya interpreta el paper de Fred Hampton. La pel·lícula va ser nominada a sis premis Oscar, incloent-hi nominacions específiques a King al millor guió original i a la millor pel·lícula.
Angelique Jackson de Variety va assenyalar que King és un d'aquells «cineastes negres que ofereixen una mirada sense vernís sobre el llegat de l'era dels drets civils dels anys 1960, examinant la torturada història del racisme dels Estats Units».